# Beatriz Roldán Cuenya
Beatriz Roldán Cuenya (Oviedo, 1976) es una investigadora española que trabaja en ciencia de superficies y catálisis. Desde 2017 es directora del Departamento de Ciencia de Interfases en el Instituto Fritz Haber de la Sociedad Max Planck de Berlín en Alemania.

## Carrera profesional
Roldán Cuenya estudió Física en la Universidad de Oviedo (España) y recibió su doctorado en la Universidad de Duisburg-Essen (Alemania). Trabajó en la Universidad de California (Santa Bárbara, Estados Unidos) como investigadora postdoctoral, y posteriormente se convirtió en profesora de la Universidad de Central de Florida en Orlando (Estados Unidos). En 2013, aceptó una plaza como catedrática de física del estado sólido en la Ruhr-Universität de Bochum (Alemania). Desde 2017 es Directora del Departamento de Ciencia de Interfases en el Instituto Fritz-Haber en Berlín (Alemania).
La investigación que se lleva a cabo en su grupo se centra en la síntesis de materiales nanoestructurados de tamaño, forma y composición bien definida, y la exploración de las relaciones existentes entre estructura y reactividad en (electro)-catálisis utilizando métodos in situ y operando. Su trabajo tiene aplicaciones en las áreas de conversión de energía y el desarrollo de procesos catalíticos que respeten el medio ambiente.

## Premios y distinciones
- 2005 Premio NSF-CAREER de la Fundación Nacional Americana de la Ciencia[5]
- 2009 Premio Peter Mark Memorial, Sociedad Americana de Vacío[6]
- 2009 Premio de Incentivo a la Investigación de la Universidad de Central de Florida
- 2016 Miembro de la Sociedad Max Planck asociada con el Instituto Max Planck de Conversión de Energía (Mülheim, Alemania)[7]
- 2016 Premio Consolidador del Consejo Europeo de Investigación[8]
- 2020 Admisión en la Academia Europea de Ciencias Academia Europaea[9]
- 2021 Premio ISE-Elsevier de Electroquímica Experimental de la Sociedad Internacional de Electroquímica (International Society of Electrochemistry, ISE)[10]
- 2022 Premio Paul H. Emmett en Catálisis Fundamental de la Sociedad Norteamericana de Catálisis (NACS)[11]

## Publicaciones
- I. Zegkinoglou, A. Zendegani, I. Sinev, S. Kunze, H. Mistry, H. S. Jeon, J. Zhao, M. Hu, E. E. Alp, S. Piontek, M. Smialkowski, U.-P. Apfel, F. Körmann, J. Neugebauer, T. Hickel, B. Roldan Cuenya: Operando phonon studies of the protonation mechanism in highly active hydrogen evolution reaction pentlandite catalysts, JACS 2017, 139, 14360, doi 10.1021/jacs.7b07902

- H. Mistry, Y. Choi, A. Bagger, F. Scholten, C. Bonifacio, I. Sinev, N. J. Divins, I. Zegkinoglou, H. Jeon, K. Kisslinger, E. A. Stach, J. C. Yang, J. Rossmeisl, B. Roldan Cuenya: Enhanced carbon dioxide electroreduction to carbon monoxide over defect rich plasma-activated silver catalysts,  Angew. Chem. 2017, 56, 11394, doi 10.1002/anie.201704613

- H. Mistry, A. Varela, C. S. Bonifacio, I. Zegkinoglou, I. Sinev, Y.-W. Choi, K. Kisslinger, E. A. Stach, J. C. Yang, P. Strasser, B. Roldan Cuenya, Highly selective plasma-activated copper catalysts for carbon dioxide reduction to ethylene,  Nature Commun. 2016, 7, 12123,  doi 10.1038/ncomms12123.